# Джордж Ґеллап
Джордж Горас Ґеллап (англ. George Horace Gallup; 18 листопада 1901 — 26 липня 1984) — американський вчений, журналіст, статистик, педагог, автор наукових методів вивчення громадської думки.
У 1928 році в Університеті Айови захистив докторську дисертацію з політології під назвою «Нова техніка об'єктивних методів підрахунку читацького інтересу до газет». Працював журналістом, викладачем журналістики. У 1932-1936 роках працював у рекламному агентстві, де одним з перших застосував опитування клієнтів для дослідження ринку.
У 1935 році заснував Американський інститут громадської думки, який вже наступного року отримав популярність як організатор опитування в ході президентської виборчої кампанії.
У 1947 році заснував Gallup International Association, міжнародну асоціацію організацій з опитування громадської думки.
У 1958 році Американський інститут громадської думки був об'єднаний з низкою інших структур в Інститут Ґеллапа (The Gallup Organization).

## Основні праці
- Gallup, George. Public Opinion in a Democracy (1939)
- Gallup, George Horace, ed. The Gallup Poll; Public Opinion, 1935—1971 3 vol (1972) summarizes results of each poll